# Solanum cleistogamum
Solanum cleistogamum är en potatisväxtart som beskrevs av Symon. Solanum cleistogamum ingår i släktet skattor som ingår i familjen potatisväxter. Inga underarter finns listade i Catalogue of Life.